# バイバイ沖縄
「バイバイ沖縄」（バイバイおきなわ）は、知名定男が作詞・作曲した曲である。1978年リリースのアルバム『赤花』に収録された。

## 概要
沖縄民謡に、レゲエのリズムを取り入れている。知名は「作曲当時が本土復帰直後の時勢もあり、若者に対して沖縄の事を忘れるなよというメッセージを込めた」という。
歌詞の内容は、沖縄旅行から帰る前、旅行を振り返りながら家路につく内容である。
1993年に知名定男プロデュースのユニット、ネーネーズがカバーシングルとして発表し、2013年にはTHE BOOMがアルバム『世界でいちばん美しい島』にてカバーされたものが収録されている。